# Mutatocoptops borneensis
Mutatocoptops borneensis là một loài bọ cánh cứng trong họ Cerambycidae.